# ماکرون پایین
ماکرون پایین نمادی است به شکل ◌̱ که در پایین حروف الفبای لاتین و به منظور نشان‌دادن آوای آن می‌آید.
- Ḇḇ، درنویسه‌گردانی زبان عبری کتاب مقدس برای نشان‌دادن همخوان سایشی ב (ب) به صورت [v] به کار می‌رود.
- Ḏḏ، برای نشان‌دادن همخوان سایشی در زبان‌های عبری کتاب مقدس ד یا عربی یا پشتو به صورت [ð] استفاده‌می‌شود.
- ẖ برای نشان‌دادن خ عربی و ح عبری کاربردارد.
- Ḻḻ، برای نشان‌دادن آوای [ɬ] در نویسه‌گردانی حرف تامیلی ழ استفاده می‌شود.
- Ṉṉ، در نویسه‌گردانی پشتو نشان‌دهندهٔ ن برگشتی است.
- Ṯṯ، در پشتو نشان‌دهندهٔ ت برگشتی است.
- Ṟṟ، در نویسه‌گردانی پشتو نشان‌دهندهٔ ر برگشتی است.